# A Bola e o Goleiro
A Bola e o Goleiro é um livro infantil de autoria do escritor brasileiro Jorge Amado, membro da Academia Brasileira de Letras. Foi publicado originalmente em 1984 pela editora Record, no Rio de Janeiro, teve edição posteriormente publicada em Portugal e traduzida para o alemão, francês e italiano. No livro, o Jorge Amado narra a história de personagens como a bola "Fura-Redes" e o goleiro Bilô-Bilô. A última edição, de 1995, trouxe desenhos do artista gráfico Kiko Farkas.

## Sinopse
O livro introduz Bilô-Bilô, goleiro de uma grande incompetência na guarda do gol. Bilô jogava num time de derrotas recorrentes e colecionava apelidos vexaminosos: Mão-Furada, Mão-Podre, Rei-do-Galinheiro. A bola Fura-Redes, era uma bola imbatível. Quando ia em direção às traves já se sabia: O gol era certo. Por sua vez, é apresentada como a alegria dos artilheiros, que lhe dirigem apelidos aclamadores: Esfera Mágica, Pelota Invencível e Redonda Infernal.
A história toda muda quando Fura-Redes se apaixona por Bilô-Bilô. Encontra o desastrado Bilô-Bilô, e passa a viver um dilema: terá a ousadia de impedir o milésimo gol do Rei do Futebol para aninhar-se nos braços do amado?